# Miroslav Katětov
Miroslav Katětov (17 de março de 1918 — 15 de dezembro de 1995) foi um matemático, mestre de xadrez e psicólogo tcheco.
Seu campo de trabalho em matemática incluiu topologia e análise funcional. De 1953 a 1957 foi reitor da Universidade Carolina.